# انتخابات مجلس الشورى العماني 2007
انتخابات مجلس الشورى العماني 2007؛ أجريت انتخابات عامة في عُمان في 27 أكتوبر 2007، لانتخاب أعضاء مجلس الشورى لعُمان، الأحزاب السياسية محظورة في عُمان، لذا يتم ترشيح جميع المرشحين كمستقلين.

## إحصائيات
وكان نحو 390 ألف شخص مؤهلين للتصويت لاختيار 632 مرشحا (من بينهم 21 امرأة) يتنافسون على 84 مقعدا في 61 منطقة انتخابية، قبل الانتخابات بفترة وجيزة توفي أحد المرشحين، ولم يتبق سوى 631 مرشحًا،  ولأول مرة، أصبح جميع النساء والرجال فوق سن 21 عامًا يتمتعون بحق التصويت.

## نتائج
تم ترشيح أحد المرشحين بدلاً من انتخابه، حيث لم يكن له منافس، وخسرت النساء مقعدين فازت بهما في الانتخابات السابقة في العاصمة مسقط، وبشكل عام، خسر المرشحون الذين أكدوا على خلفيتهم المهنية والتعليمية، في حين حصل أولئك الذين اعتمدوا في حملاتهم الانتخابية بشكل أساسي على روابطهم القبلية والعائلية على عدد أكبر من الأصوات، صرح العديد من المرشحين أن هدف المجلس هو أن يصبح مجلسا تشريعيا حقيقيا، بلغت نسبة المشاركة في التصويت 62.7%.

## الأعضاء المنتخبون
| رقم | اسم العضو                             | المحافظة            | الولاية                   |
| 1   | سالم بن علي بن سالم الكعبي            | محافظة مسندم        | ولاية مدحاء               |
| 2   | محمد بن راشد بن عبدالله السعدي        | محافظة مسندم        | ولاية مدحاء               |
| 3   | راشد بن علي بن احمد الشحي             | محافظة مسندم        | ولاية دباء                |
| 4   | عبدالله بن سعيد بن ناصر السيفي        | محافظة الداخلية     | ولاية نزوى                |
| 5   | محمد بن سالم بن سعيد التوبي           | محافظة الداخلية     | ولاية نزوى                |
| 6   | احمد بن عبدالله بن محمد الشحي         | محافظة مسندم        | ولاية بخا                 |
| 7   | سيف بن سليمان بن حمود الحارثي         | محافظة الداخلية     | ولاية بدبد                |
| 8   | أحمد بن محمد بن عبدالله الكمزاري      | محافظة مسندم        | ولاية خصب                 |
| 9   | سعيد بن سليمان بن سعيد البلوشي        | محافظة مسقط         | ولاية قريات               |
| 10  | ناصر بن مالك بن محمد البطاشي          | محافظة مسقط         | ولاية قريات               |
| 11  | أحمد بن حارث بن محمد الهادي           | محافظة مسقط         | ولاية العامرات            |
| 12  | أحمد بن سعود حمود المعشري             | محافظة مسقط         | ولاية العامرات            |
| 13  | سعيد بن سعود بن علي العامري           | محافظة مسقط         | ولاية السيب               |
| 14  | محمد بن جمعة بن عيسى الرئيسي          | محافظة مسقط         | ولاية السيب               |
| 15  | حمود بن خليفة بن غالب الراشدي         | محافظة مسقط         | ولاية بوشر                |
| 16  | حمود بن عبدالله بن حميد الحسني        | محافظة مسقط         | ولاية بوشر                |
| 17  | د. فؤاد بن جعفر بن محمد الساجواني     | محافظة مسقط         | ولاية مطرح                |
| 18  | يونس بن سبيل بن عيسى البلوشي          | محافظة مسقط         | ولاية مطرح                |
| 19  | خميس بن سعيد بن سيف السليمي           | محافظة الداخلية     | ولاية سمائل               |
| 20  | حامد بن محمد بن سيف الرواحي           | محافظة الداخلية     | ولاية سمائل               |
| 21  | بدر بن علي بن حمود المعني             | محافظة الداخلية     | ولاية بهلا                |
| 22  | هلال بن سعيد بن حمد اليحيائي          | محافظة الداخلية     | ولاية بهلا                |
| 23  | سيف بن مبارك بن هاشل الرحبي           | محافظة مسقط         | ولاية مسقط                |
| 24  | إبراهيم بن حزحيز بن مسلم زعبنوت       | محافظة ظفار         | ولاية المزيونة            |
| 25  | ناصر بن علي بن أحمد المحروقي          | محافظة الداخلية     | ولاية أدم                 |
| 26  | مالك بن هلال بن محمد العبري           | محافظة الداخلية     | ولاية الحمراء             |
| 27  | مبارك بن محمد بن السنح بيت شهوان عزاب | محافظة ظفار         | ولاية شليم وجزر الحلانيات |
| 28  | هلال بن حمد بن سلطان المجعلي          | محافظة الداخلية     | ولاية منح                 |
| 29  | حمود بن سعيد بن علي العامري           | محافظة الداخلية     | ولاية إزكي                |
| 30  | زايد بن خليفة بن غالب الراشدي         | محافظة الداخلية     | ولاية إزكي                |
| 31  | مسلم بن بروكين بن بخيت المسهلي        | محافظة ظفار         | ولاية مقشن                |
| 32  | راجح بن سليمان بن احمد عكعاك          | محافظة ظفار         | ولاية ضلكوت               |
| 33  | علي بن سليمان بن علي الشبلي           | محافظة شمال الباطنة | ولاية صحار                |
| 34  | سعيد بن غانم بن سعيد المقبالي         | محافظة شمال الباطنة | ولاية صحار                |
| 35  | أحمد بن محمد بن سعيد باقي             | محافظة ظفار         | ولاية رخيوت               |
| 36  | طلال بن رجب بن غلوم المطروشي          | محافظة شمال الباطنة | ولاية شناص                |
| 37  | يوسف بن احمد بن شاهين البلوشي         | محافظة شمال الباطنة | ولاية شناص                |
| 38  | سالم بن علي بن سالم دبول العمري       | محافظة ظفار         | ولاية سدح                 |
| 39  | صالح بن ابراهيم بن علي البلوشي        | محافظة شمال الباطنة | ولاية لوى                 |
| 40  | سعيد بن سالم بن سعيد الفزاري          | محافظة شمال الباطنة | ولاية صحم                 |
| 41  | علي بن مسلم بن راشد البادي            | محافظة شمال الباطنة | ولاية صحم                 |
| 42  | سعيد بن عبدالله بن مسلم الحمر الكثيري | محافظة ظفار         | ولاية ثمريت               |
| 43  | إبراهيم بن باقر بن حيدر العجمي        | محافظة شمال الباطنة | ولاية الخابورة            |
| 44  | عمر بن علي بن عبدالله الحوسني         | محافظة شمال الباطنة | ولاية الخابورة            |
| 45  | سالم بن نصر بن محمد العلوي            | محافظة ظفار         | ولاية مرباط               |
| 46  | حمد بن خميس بن إبراهيم الجديدي        | محافظة شمال الباطنة | ولاية السويق              |
| 47  | سالم بن خالد بن سالم الرشيدي          | محافظة شمال الباطنة | ولاية السويق              |
| 48  | مسلم بن علي بن محمد المعشني           | محافظة ظفار         | ولاية طاقة                |
| 49  | سهيل بن احمد بن سالم جعبوب            | محافظة ظفار         | ولاية صلالة               |
| 50  | د. رشيد بن الصافي بن خميس الحريبي     | محافظة ظفار         | ولاية صلالة               |
| 51  | راشد بن سعيد بن راشد الحراصي          | محافظة جنوب الباطنة | ولاية نخل                 |
| 52  | ناصر بن هلال بن ناصر المعولي          | محافظة جنوب الباطنة | ولاية وادي المعاول        |
| 53  | ياسر بن حمود بن راشد المعمري          | محافظة جنوب الشرقية | ولاية الكامل والوافي      |
| 54  | الخليل بن عبدالرحيم بن سيف الخروصي    | محافظة جنوب الباطنة | ولاية العوابي             |
| 55  | حمود بن علي بن خميس الساعدي           | محافظة جنوب الشرقية | ولاية جعلان بني بو علي    |
| 56  | حمد بن عامر بن راشد الكاسبي           | محافظة جنوب الشرقية | ولاية جعلان بني بو علي    |
| 57  | علي بن سالم بن حمد العويسي            | محافظة جنوب الشرقية | ولاية جعلان بني بو علي    |
| 58  | احمد بن عيسى بن عبدالرحيم البلوشي     | محافظة جنوب الباطنة | ولاية المصنعة             |
| 59  | سعيد بن محمد بن سعيد المرضوف السعدي   | محافظة جنوب الباطنة | ولاية المصنعة             |
| 60  | محمد بن راشد بن ناصر القنوبي          | محافظة جنوب الباطنة | ولاية بركاء               |
| 61  | قاسم بن سعيد بن خلفان الرشيدي         | محافظة جنوب الباطنة | ولاية بركاء               |
| 62  | خالد بن سيف بن ناصر الغافري           | محافظة جنوب الباطنة | ولاية الرستاق             |
| 63  | زايد بن خلفان بن علي العبري           | محافظة جنوب الباطنة | ولاية الرستاق             |
| 64  | عامر بن سعيد بن علي المشرفي           | محافظة جنوب الشرقية | ولاية صور                 |
| 65  | محمد بن عبدالله بن حمد الفارسي        | محافظة جنوب الشرقية | ولاية صور                 |
| 66  | عبدالله بن خليفة بن خميس المجعلي      | محافظة جنوب الشرقية | ولاية مصيرة               |
| 67  | راشد بن سعيد بن سليمان الغيثي         | محافظة البريمي      | ولاية البريمي             |
| 68  | مرهون بن مسعود بن عبدالله الغيثي      | محافظة البريمي      | ولاية البريمي             |
| 69  | أحمد بن محمد بن سالمين الشامسي        | محافظة البريمي      | ولاية السنينة             |
| 70  | أحمد بن عبدالله بن حمد الحارثي        | محافظة شمال الشرقية | ولاية القابل              |
| 71  | سعيد بن سيف بن محسن المعمري           | محافظة شمال الشرقية | ولاية دماء والطائيين      |
| 72  | عبدالله بن حمد بن سعيد الحرسوسي       | محافظة الوسطى       | ولاية هيما                |
| 73  | هاشل بن حمد بن محمد الجنيبي           | محافظة الظاهرة      | ولاية الدقم               |
| 74  | سالم بن حمود بن عامر المالكي          | محافظة الداخلية     | ولاية وادي بني خالد       |
| 75  | سالم بن مناخر بن سعيد الوهيبي         | محافظة الوسطى       | ولاية محوت                |
| 76  | ناصر بن ياسر بن حمد الجنيبي           | محافظة الظاهرة      | ولاية الجازر              |
| 77  | سالم بن محمد بن حمدان الحجري          | محافظة شمال الشرقية | ولاية بدية                |
| 78  | عامر بن علي بن عبدالله الشبيبي        | محافظة شمال الشرقية | ولاية المضيبي             |
| 79  | مبارك بن عامر بن تعيب الحبسي          | محافظة شمال الشرقية | ولاية المضيبي             |
| 80  | صالح بن محمد بن حمد المعمري           | محافظة شمال الشرقية | ولاية إبراء               |
| 81  | علي بن عبدالله بن منذر المنذري        | محافظة الداخلية     | ولاية عبري                |
| 82  | محمد بن سعيد بن سيف الكلباني          | محافظة الداخلية     | ولاية عبري                |
| 83  | محمد بن صالح بن علي البادي            | محافظة الداخلية     | ولاية ينقل                |
| 84  | مكتوم بن مطر بن سالم العزيزي          | محافظة البريمي      | ولاية ضنك                 |

## وصلات خارجية
- موقع مجلس الشورى
- موقع وزارة الداخلية